# (15076) Joellewis
(15076) Joellewis (1999 BL25) – planetoida z pasa głównego asteroid okrążająca Słońce w ciągu 3,91 lat w średniej odległości 2,48 j.a. Odkryta 18 stycznia 1999 roku.